# Enfleurage
L'enfleurage est une forme d'extraction utilisée en parfumerie.
Il repose sur le pouvoir d'absorption d'une huile essentielle par les corps gras.
Il existe deux types d'enfleurage :
- l'enfleurage à froid,
- l'enfleurage à chaud.

## Enfleurage à froid
Cette technique est plus coûteuse que le procédé plus classique de la distillation mais elle permet de traiter des fleurs fragiles (comme les fleurs de jasmin) qui conservent leur odeur après la cueillette mais qui ne supportent pas la chaleur.
La graisse inodore, souvent de la graisse animale raffinée, est étalée sur les deux faces en verre d'un châssis en bois. Après avoir été soigneusement triées, les fleurs sont piquées délicatement dans la graisse. Tous les jours, on retourne les châssis pour faire tomber les fleurs qui ont "cédé" leur essence aux lipides et on les remplace. La graisse absorbe l'odeur des fleurs pendant trois mois, jusqu'à saturation. Par cette méthode, 1 kilogramme de graisse peut absorber le parfum de 3 kilogrammes de fleurs 
À la fin de l'enfleurage, on recueille la graisse avec une spatule. On fait fondre doucement cette pommade qui est ensuite décantée par traitement éthylique. La graisse parfumée est alors introduite dans une batteuse avec de l'alcool. Durant cette extraction, les molécules odorantes se dissolvent dans l'alcool. Le mélange est refroidi afin de pouvoir ôter la graisse appauvrie en essence par filtration. Après avoir éliminé l'alcool par distillation sous vide, en général à froid, on obtient ce que l'on appelle l'absolue.   
Industriellement, cette technique a été abandonnée vers 1930 car il fallait une importante main-d'œuvre et un grand nombre de châssis. De plus, la graisse était difficile à manipuler car elle fondait dès qu'il faisait trop chaud.

## Enfleurage à chaud
Déjà connu dans l'Antiquité par les Égyptiens, l'enfleurage à chaud ou digestion fut aussi pratiqué en France, à Grasse : on mettait à fondre de la graisse dans de grandes marmites chauffées au bain-marie et on y jetait les fleurs. On remuait le mélange pendant deux heures. Le lendemain, on enlevait les fleurs de la veille avec une passoire plate et on les remplaçait par des fleurs fraîches. On répétait au moins 10 fois l'opération. Lorsque la graisse ne pouvait plus absorber le parfum des fleurs, on filtrait pour séparer la graisse des fleurs. On obtenait une pâte parfumée appelée pommade que l'on traitait par la même technique d'extraction que pour un enfleurage à froid.
Le rosier cent-feuilles, la violette, la fleur d'oranger et la cassie étaient traités ainsi.